# 中村喜平
中村 喜平（なかむら きへい、1862年11月6日（文久2年9月15日） - 1926年（大正15年）8月12日）は、日本の政治家。衆議院議員（2期）。

## 経歴
滋賀県出身。縮緬生糸商を営み、長浜糸米取引所理事長、同相談役、長浜瓦斯(株)取締役社長なる。また、長浜町(現・長浜市)議会議員、同町長、県会議員、同参事会員、営業税調査委員を務める。
1917年の第13回衆議院議員総選挙において滋賀県郡部から立憲政友会公認で立候補して当選する。1920年の第14回衆議院議員総選挙では滋賀6区から立候補して再選する。衆議院議員を2期務めた。1924年の第15回衆議院議員総選挙には立候補しなかった。1926年死去。